# KkStB 27 sorozatú szerkocsi
| ÖNWB XIa,b / SNDVB XIII / kkStB 27 | ÖNWB XIa,b / SNDVB XIII / kkStB 27 | ÖNWB XIa,b / SNDVB XIII / kkStB 27 |
| ---------------------------------- | ---------------------------------- | ---------------------------------- |
|                                    |                                    |                                    |
| Műszaki adatok                     |                                    |                                    |
|                                    | ÖNWB XIa,b                         | SNDVB XIII                         |
|                                    | kkStB 27.01–20                     | kkStB 27.21–38                     |
| Tengelyek száma                    | 3                                  | 3                                  |
| Gyártási év                        | 1889–1899                          | 1889–1899                          |
| Darabszám                          | ?                                  | ?                                  |
| Össztengelytávolság                | 3160 mm                            | 3160 mm                            |
| Kerékátmérő                        | 969 mm                             | 969 mm                             |
| Vízkészlet                         | 10,8 m³                            | 10,8 m³                            |
| Tüzelőanyagkészlet                 | 7,3 m³                             | 7,3 m³                             |
| Üres tömeg                         | 13,5 t                             | 13,5 t                             |
| Szolgálati tömeg                   | 31,0 t                             | 31,0 t                             |
| Kapcsolt mozdony                   | 55                                 | 155                                |

A kkStB 27 sorozatú szerkocsi egy szerkocsitípus volt a k. k. österreichische Staatsbahnen (kkStB)-nél, amely szerkocsik eredetileg a Österreichischen Nordwestbahn (ÖNVE)-től és a Süd-Norddeutschen Verbindungsbahn (SNDVB)-tól származtak.
Az ÖNWB 1889 és 1899 között gyártatta ezeket a szerkocsikat a Floridsdorfi Mozdonygyár-ban, az SNDVB pedig 1891 és 1896 között a StEG mozdonygyárában
Az államosítás után a kkStB a szerkocsikat a 27 szerkocsisorozatba sorolta be. A szerkocsik végig az eredeti ÖNWB és SNDVB mozdonyokkal kapcsolva együtt üzemeltek.

## Fordítás
- Ez a szócikk részben vagy egészben  a   kkStB Tenderreihe 27 című német Wikipédia-szócikk fordításán alapul.  Az eredeti cikk szerkesztőit annak laptörténete sorolja fel. Ez a jelzés csupán a megfogalmazás eredetét és a szerzői jogokat jelzi, nem szolgál a cikkben szereplő információk forrásmegjelöléseként.